# Freilichtmuseum Stehrerhof

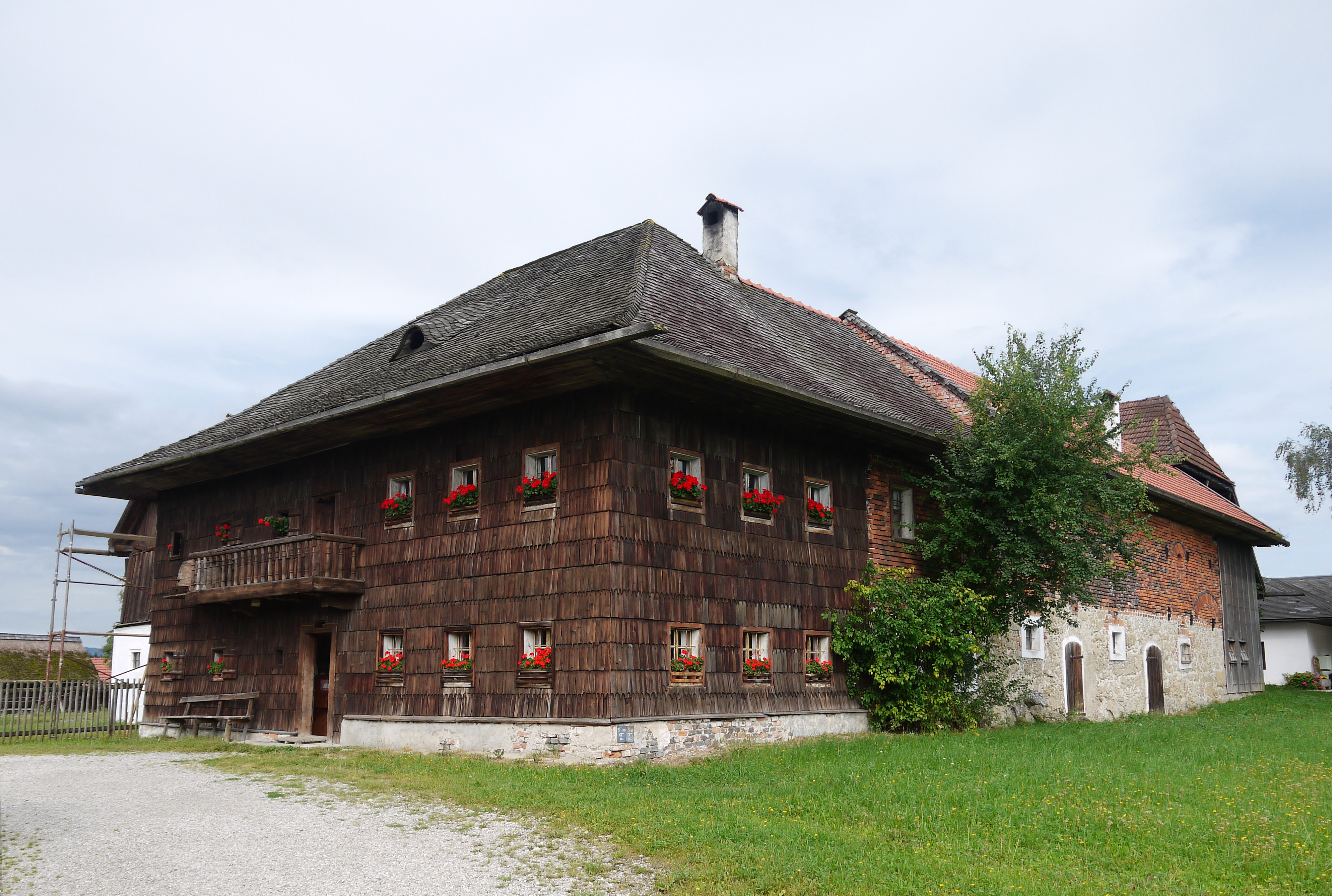
Stehrerhof Außenansicht

Das Freilichtmuseum Stehrerhof ist ein denkmalgeschütztes Gebäudeensemble in Neukirchen an der Vöckla in Oberösterreich.
Gezeigt wird die bäuerliche Lebensweise um 1900.

## Vorgeschichte
1975 wurde vom Heimatbund Freilichtmuseum Stehrerhof das Hauptgebäude erworben und in einen historischen Zustand mit Holzschindeln rückgebaut.
Die Bauform stellt eine Mischform aus Hausruckhof und Innviertler Vierkanthof dar.
Die Nebengebäude Troadkasten, Hoarstube mit herausziehbarer Bollenbühne zum Trocknen der Kapseln, Göpelhütte (1980), Dreschmaschinenmuseum (1985) inklusive Hauskapelle und Handwerkerhaus (1993) wurden aus anderen Ortschaften versetzt. Beim Dreschmaschinenmuseum handelt es sich um die alte Rinderversteigerungshalle in Vöcklabruck. Das Handwerkerhaus ist ein aus der Nachbarortschaft Sonnleiten übersiedelter Mittertennhof aus dem 16. Jh. Das Dörrhaus wurde rekonstruiert.
Die Eröffnung des Museums erfolgte 1978.

## Museumsbetrieb
Mehrmals jährlich finden Handwerkertage statt, an denen von fast 70 darstellbaren Fertigkeiten knapp 30 präsentiert werden. Zum Einsatz kommt unter anderem eine voll funktionsfähige Dreschmaschine inklusive Dampfmaschine. Bei den sog. Druschwochen und an den Weihnachts- und Ostermärkten können die hier produzierten Produkte wie Most, eingelegtes Sauerkraut, Stickereien, Schnaps und Bauernkrapfen auch erworben werden.
Das Museum wird vom Heimatbund Freilichtmuseum Stehrerhof ehrenamtlich betrieben.

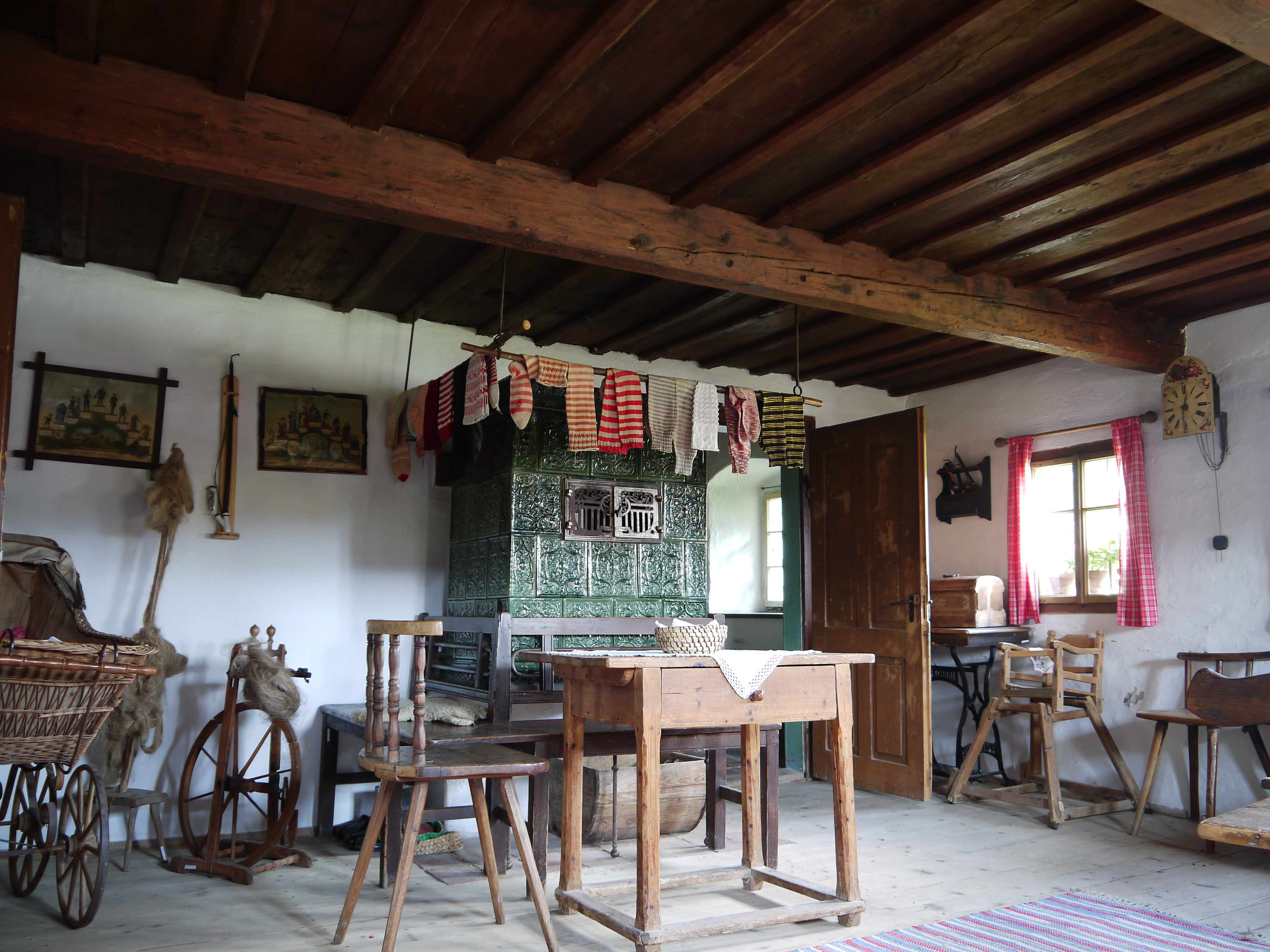
Auszugstüberl
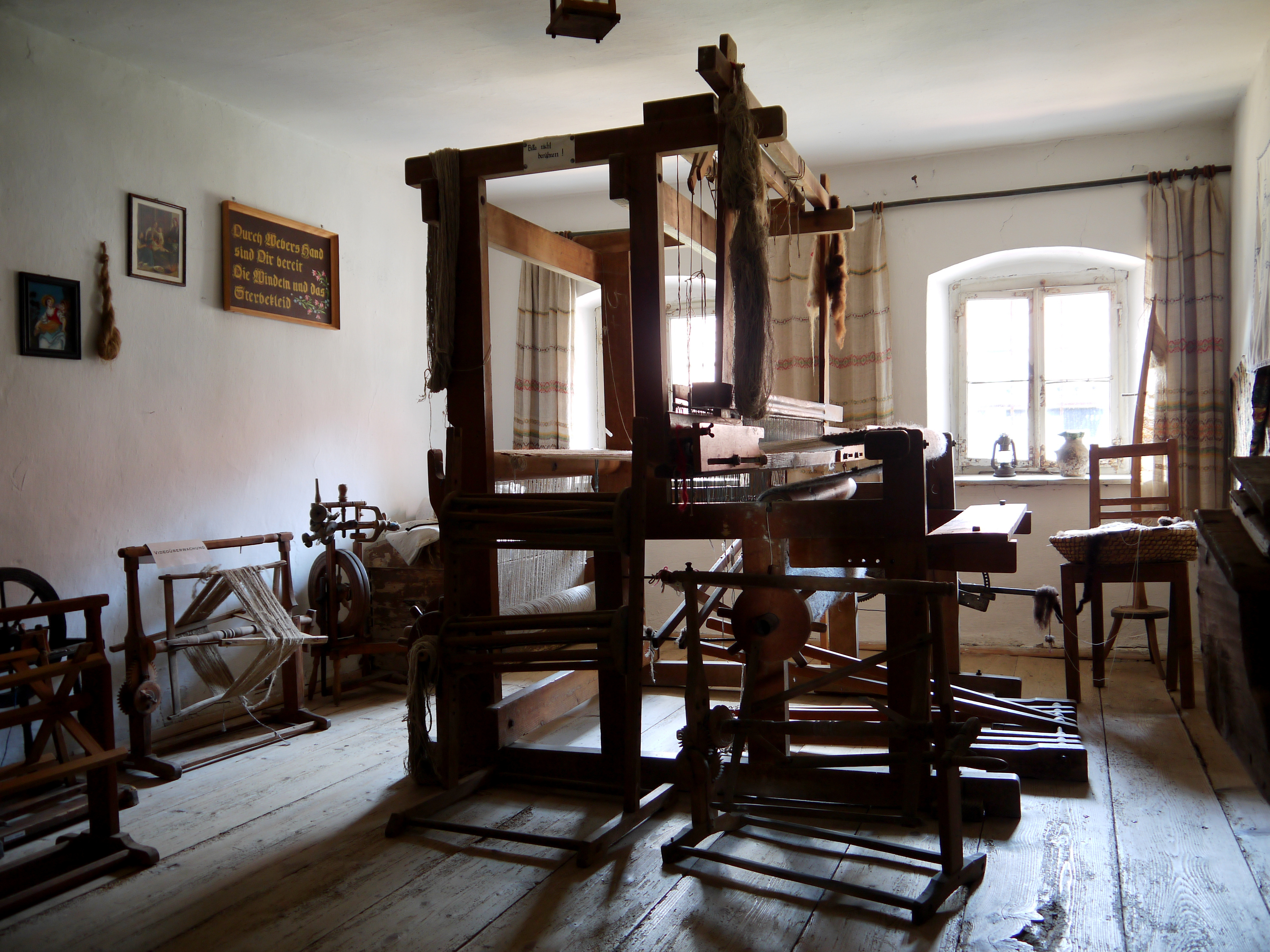
Webstuhl
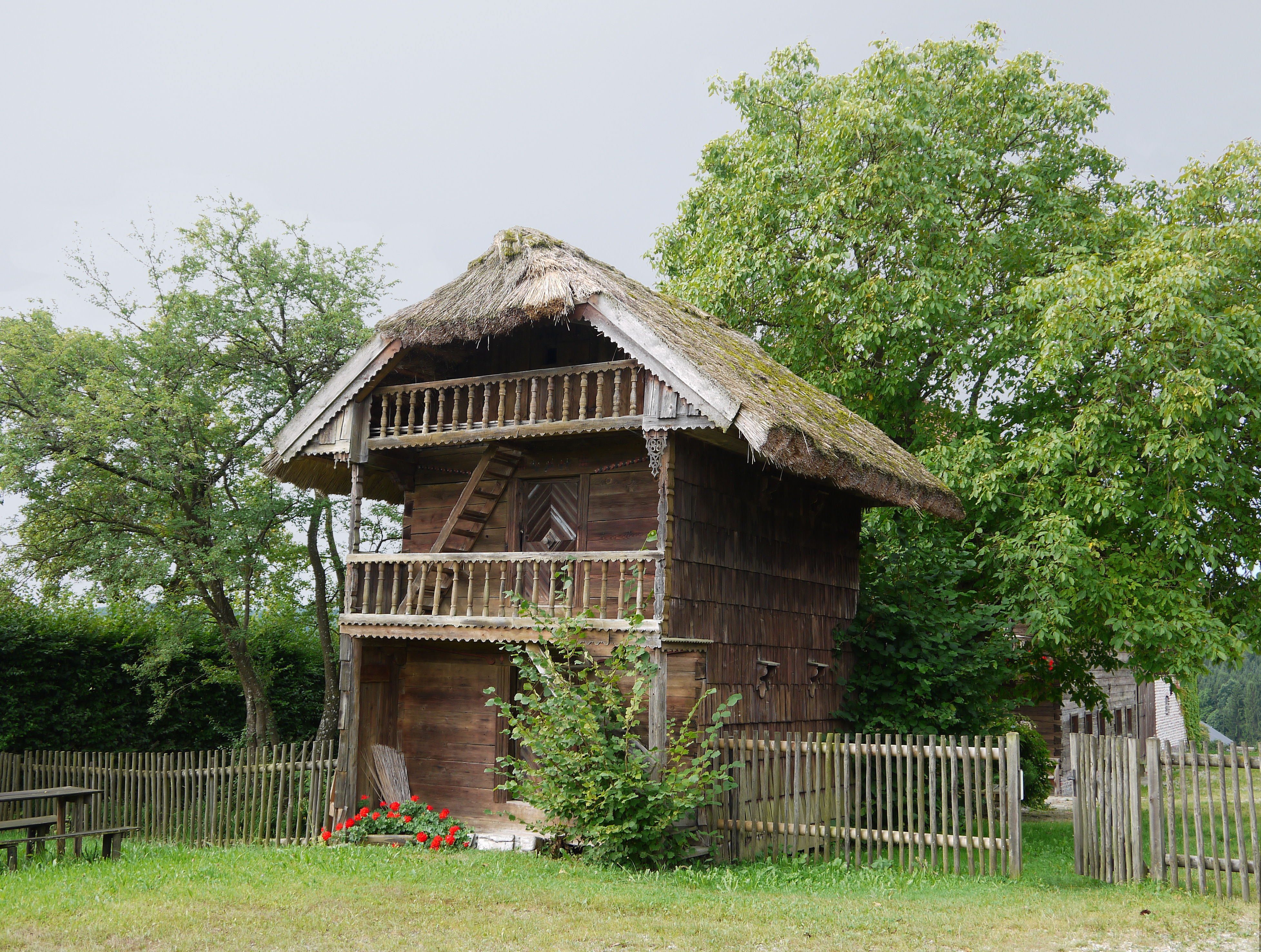
Troadkasten
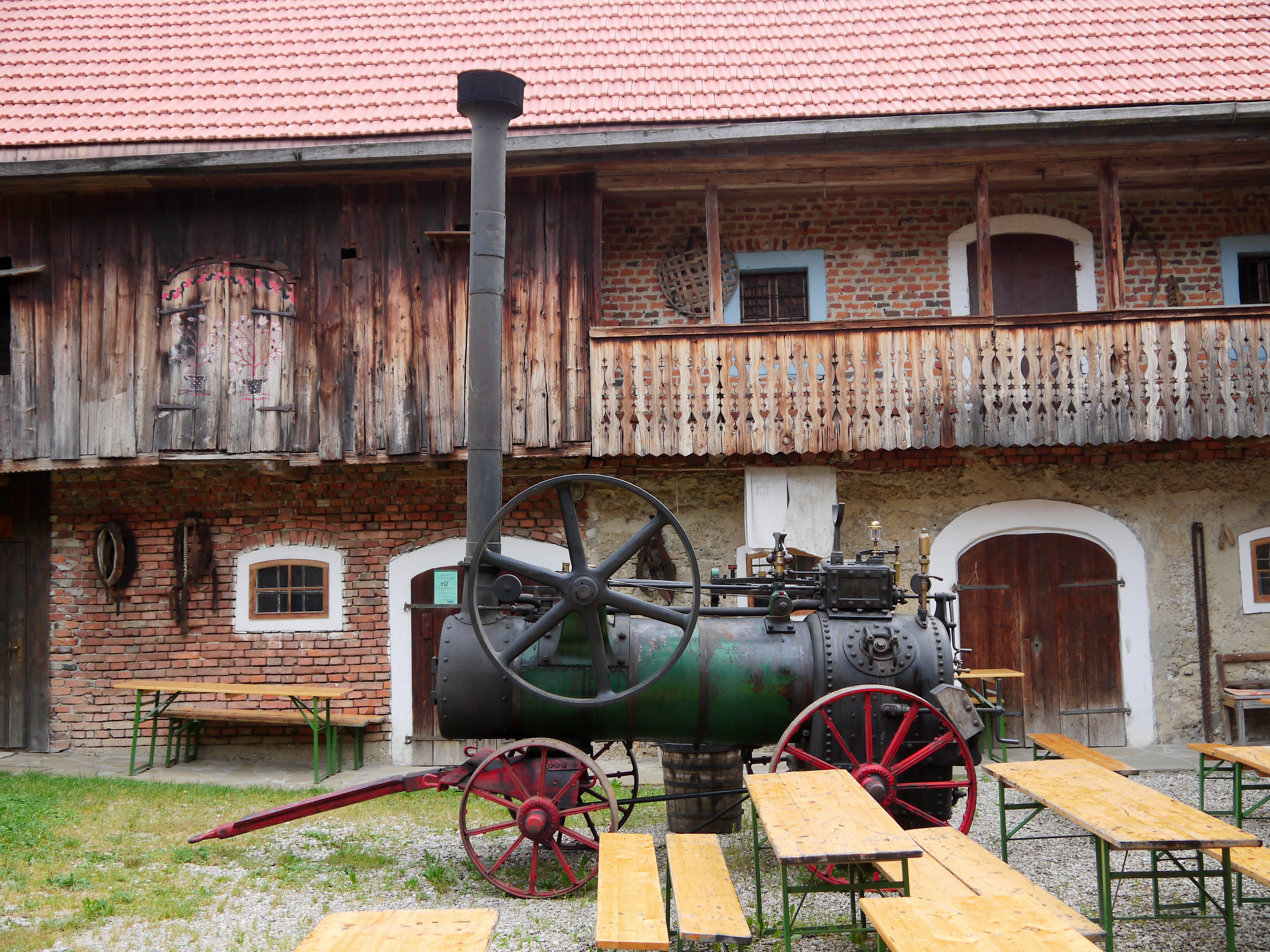
Dreschmaschine
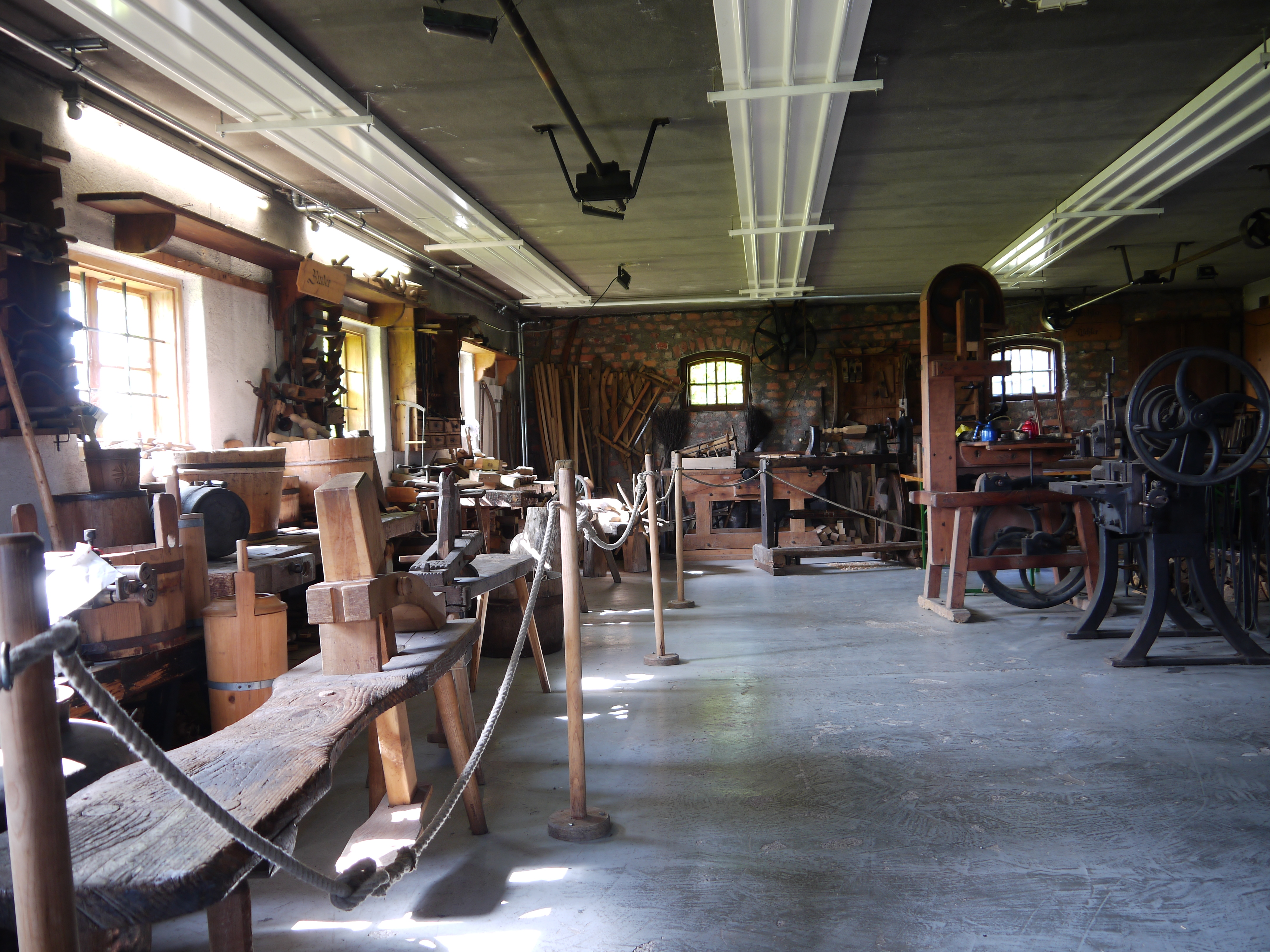
Schmiede im Handwerkerhaus